# Marc Weinstein
Pour les articles homonymes, voir Weinstein.
 (juillet 2024).
Si vous disposez d'ouvrages ou d'articles de référence ou si vous connaissez des sites web de qualité traitant du thème abordé ici, merci de compléter l'article en donnant les références utiles à sa vérifiabilité et en les liant à la section « Notes et références ».
Marc Weinstein est un universitaire français, né le 29 décembre 1957 à Paris.

## Biographie
Marc Weinstein est un ancien élève de l’École normale supérieure de Saint-Cloud (1977-1983). Après avoir réussi en 1980 l'agrégation de langue et littérature russe, il est successivement professeur dans le secondaire en France, puis à l'université de Kiev et Moscou (URSS). Il devient ensuite maître de conférences à l’Institut national des langues et civilisations orientales à Paris. Diplomate français en fédération de Russie au début des années 1990, il est depuis 1994 professeur des universités et enseigne l'anthropologie littéraire, politique et philosophique à l’Université d’Aix-Marseille (AMU). Il est simultanément traducteur littéraire pour Fayard et Gallimard (prix Jules Janin de l’Académie française en 1997, et prix de la Société française des traducteurs en 2003).

## Travaux
Ses recherches universitaires travaillent à ouvrir la littérature vers l’anthropologie politique et philosophique.
Son travail de liaison entre littérature et anthropologie s’effectue principalement autour de deux notions : la sacralité non religieuse (comme inconditionnalité active : esthétique et politique) et la désacralisation (comme réduction tendancielle de l’homme et de la société à la condition d’objet technoscientifique, étatique et économique).
Sa réflexion est nourrie par les formalistes russes, par les œuvres de Dostoïevski, Tchekhov, Soljenitsyne, Kafka, Mandelstam, par les cours de Michel Foucault auxquels il assiste au Collège de France en 1978-1979 et 1982-1983 (cours publiés sous les titres : Naissance de la biopolitique [Gallimard/Seuil, 2004] et Le gouvernement de soi et des autres [Gallimard/Seuil, 2008]), par les séminaires de Cornelius Castoriadis auxquels il assiste à l’EHESS en 1982-1983 (séminaires publiés sous le titre Ce qui fait la Grèce, Seuil, 2004), et enfin par la confrontation directe aux tendances totalitaires de l’URSS, de la technoscience (catastrophe de Tchernobyl, en avril 1986 alors qu'il se trouve à Kiev) et du néolibéralisme contemporain, confrontation avec le totalitarisme renforcée par la mémoire historique et familiale, Marc Weinstein étant neveu, petit-fils et petit-neveu de déportés et de résistants.

## Publications
- Tynianov ou la poétique de la relativité, Presses de l’Université de Vincennes-Paris-8, 1996
- Mandelstam, un monde et sept poèmes pour y entrer, Institut d’Études Slaves, Paris, 2006
- « Franz Kafka : le monde et l’immonde », Europe, No 940-941, Paris, août-septembre 2007, p. 244–294
- « Politique de Mandelstam », Europe, No 962-963, Paris, juin-juillet 2009, p. 201–224
- Mandelstam : jouer-combattre, Hermann, Paris, 2011
- « Six thèses sur les totalitarismes », Illusio, No 10/11, Le Bord de l’eau, Caen 2013, p. 141–179
- L’évolution totalitaire de l’Occident. Sacralité politique 1, Hermann, Paris, 2015
- Survivre en temps de bêtise. L’abécédaire de la vie bonne, Bréal, Paris, 2016
- « L’image trompeuse de Jésus dans Les frères Karamazov de Dostoïevski », L’image trompeuse (Fl. Bancaud, dir.), Presses Universitaires de Provence, Aix-en-Provence, 2016, p. 261–272
- Éloge de la sacralité politique, Les Temps Modernes, N°699, Paris, Gallimard, 2018, p. 102-165.
- Pas de société sans autotranscendance, Sacralité politique 2, Paris, Éditions du Croquant, 2020.
- Kafka devant l'immonde. Sacralité politique 3, Paris, éd. Hermann, 2021.
- Décrypter la novlangue d'Emmanuel Macron et de l'ultralibéralisme, Bréal, Paris, 2022.

## Traductions
- Mark Kharitonov, Une philosophie provinciale : Prokhor Menchoutine, Paris, Fayard, 1994
- Mark Kharitonov, Une philosophie provinciale : Netchaïsk, Paris, Fayard, 1994 (repris en livre de poche, 2003, avec Ahasverus)
- Mark Kharitonov, Une philosophie provinciale : La mallette de Milachevitch, Paris, Fayard, 1994
- Mark Kharitonov, Les deux Ivan, Paris, Fayard, 1996
- Mark Kharitonov, Étude sur les masques, Paris, Fayard, 1998
- Mark Kharitonov, Retour de nulle part, Paris, Fayard, 2001
- Anton Outkine, La ronde, Paris, Gallimard, 2001
- Mark Kharitonov, L'approche, Paris, Fayard, 2004
- Alexeï Ivanov, Le géographe a bu son globe, Paris, Fayard, 2008